# 寺堌堆遗址
寺堌堆遗址，位于山东省济宁市任城区郊区唐口镇下郝村，是中华人民共和国山东省文物保护单位之一。
1977年12月23日，授予山东省文物保护单位，是一座古遗址。